# Sergio Hualpa
Sergio Hualpa (* 3. Januar 1941 in Godoy Cruz; † 18. Juli 1990 in Buenos Aires) war ein
argentinischer Komponist, Pianist und Musikpädagoge.
Hualpa studierte bis 1965 Klavier und Komposition an der Universidad Nacional de Cuyo. Er setzte dann seine Ausbildung bei Erwin Leuchter in Buenos Aires sowie 1967–68 an der University of Indiana und 1972–73 in Paris fort.
Hualpa unterrichtete am Conservatorio Provincial Gilardo Gilari und der Fakultät der Schönen Künste an der Universidad Nacional de La Plata. Mit Santiago Santero gründete er 1986 die Grupo Estudio Contemporáneo, die sich dem Studium zeitgenössischer argentinischer Musik widmete und die er bis zu seinem Tode leitete. Zu seinen Schülern zählten u. a. Esteban Benzecry, Zaida Saiace, Jorge Voronovitzki, Elsa Justel, Lorena Di Florio, Alejandro Schaikis, Edu Zvetelman, Omar Cyrulnik, Cecilia Gauna und Mariano Moruja.
Im Bereich der Komposition sagte Hualpa zwar: „Die Gestaltung einer Musik mit lateinamerikanischer Identität begründet meinen kreativen Prozess“, verzichtete jedoch auf die Benutzung von folkloristischem oder regionalem Material und orientierte sich bei seiner Suche an humanistischen und poetischen Motivationen oder existentiellen Fragestellungen.

## Werke
- Fiesta de la Vendimia de Mendoza für großes Orchester, 1967
- Variaciones für Flöte, Bassklarinette, Harfe, Violine und Cello, 1967
- Quinteto für Flöte, Klarinette, Violine, Cello und Klavier, 1968
- Tres preludios für Klavier, 1969
- Variaciones für Klarinette und Klavier, 1970
- Música para piano I, 1972
- Dos secuencias für Klarinette und Klavier, 1973
- Música para piano II, 1974
- Orquestal für großes Orchester und Tonband, 1975–76
- Trío für Violine, Cello und Klavier, 1977–1978
- Voces Lied nach einem Text von Antonio Porchia, 1979
- Seis esposas de Enrique VIII, Variaciones sobre un tema de W. Byrd, 1980
- Sonata für Flöte und Klavier, 1980–1981
- Sonata für Oboe und Klavier, 1982
- Sonata für Klarinette und Klavier, 1983–1984
- Invocaciones americanas für Violine, Viola, Cello und Klavier, 1986
- Tríptico für Gitarre, 1986–1987
- Arcanos de Buenos Aires, vier Lieder nach Texten von Jorge Luis Borges für Kontraalt, Klarinette, Violine, Cello und Klavier, 1987
- Laberintos de Buenos Aires für sieben Instrumente, 1987–1988
- Expansiones für Violine und Klavier, 1990

## Quelle
- Musica Clasica Argentina - Sergio Hualpa, Biographie und Werke

| Personendaten    | Personendaten             |
| ---------------- | ------------------------- |
| NAME             | Hualpa, Sergio            |
| KURZBESCHREIBUNG | argentinischer Komponist  |
| GEBURTSDATUM     | 3. Januar 1941            |
| GEBURTSORT       | Godoy Cruz, Argentinien   |
| STERBEDATUM      | 18. Juli 1990             |
| STERBEORT        | Buenos Aires, Argentinien |